# Cookie Beer
Cookie Beer is een Belgisch bier. Het bier wordt gebrouwen door Brasserie d'Ecaussinnes te Écaussinnes.
Cookie Beer is een goudblond speciaalbier met een alcoholpercentage van 8%. Het bevat aroma’s van kaneel en speculaas.
In Vlaanderen wordt dit bier ook verkocht als Speculoos Bier.